# Мамертинци
Мамертинците (на латински: mamertini – синове на Марс) са наемници на сиракузкия тиран Агатокъл, които след смъртта му и след като остават без работа, предизвикват сериозни размирици в Сицилия, послужили като casus belli на римляните за избухването на Първата пуническа война.
Мамертинците, които по произход били кампанийци, решават след смъртта на Агатокъл на път към дома си, че няма да се приберат по родните си места, а ще превземат Месина. След като успяват с жестока разправа над местните да установят властта си над града и протока, те през 282 г. пр.н.е. прогласяват своя своеобразна разбойническа република. Към тях се присъединяват и много други авантюристи, разпуснати след края на последната сицилианска война. Междувременно в Гела също е прогласена бандитска република.
След като се закрепват на власт, мамертинците започват постоянни набези към вътрешността на Сицилия, успявайки да наложат контрола си над северозападната част от острова. Това принуждава сиракузкия тиран Хиерон II да поведе война с мамертинците. Той ги разбива край Милацо, отхвърляйки ги към Месина, но поради намесата на картагенците не успява да довърши разгрома им. Мамертинците изпращат пратеничество в Рим с молба за помощ в конфликта. След дълго колебание, опасявайки се, че мамертинците могат да приемат закрила от Картаген, консулите внасят въпроса за разглеждане, обсъждане и решаване на събрание на римските триби. След дълго обсъждане римският народ решава да окаже подкрепа на мамертинците като италийци срещу сиракузкия тиран. Новият съюз носи названието civitas Mamertina foederata.
Римляните изпращат пратеничество до Хиерон II, с което изискват от него да спре напредването си към Месина. От своя страна, картагенците с голямо неодобрение поглеждат на този изненадващ и нов за тях обрат в римската политика към Сицилия. Действайки бързо и решително в отговор на римската закрила над мамертинците, командващият картагенският флот Ханон влиза неочаквано за всички в пристанището на Месина, след което набързо съдейства за помирение между мамертинците и техните доскорошни работодатели от Сиракуза. Пуническата армия завзема месинската цитадела, с което затваря пътя за римско проникване в Сицилия. При това развитие на конфликта, римският народен трибун Гай Клавдий пристига през пролетта на 264 г. пр.н.е. в Реджо ди Калабрия с авангарда на изпратената на помощ на мамертинците консулска армия под предводителството на Апий Клавдий Кавдекс, но разбира, че на мамертинците вече не е необходима римска помощ.
Недоволен от неочаквания развой на събитията, Гай Клавдий пробва да премине през Месинския проток, но ескадрата му става жертва на внезапно разразила се морска буря, като онази част от нея, която избягва корабокрушението, попада в картагенски ръце. След известно изчакване развоя на събитията все пак римският трибун успява да акостира в Месина, където незабавно свиква местните на общоградско събрание. Гай Клавдий приканва пред всички картагенците към споразумение по въпроса за покровителството над мамертинците, канейки Ханон на мирни преговори. Ханон се отзовава на поканата, обаче попада в засада и от плен се съгласява картагенският гарнизон да опразни цитаделата и града, след което е освободен от римляните. Прибирайки се в Картаген, Ханон е арестуван, обвинен в държавна измяна, осъден и разпнат на кръст в изпълнение на присъдата. Картаген междувременно се е изтеглил от Месина.
Римско-пуническият конфликт за контрола над Месина и протока слага началото на пуническите войни. Макар това да е само повода, римските жизнени интереси обезпечаващи контрола с безопасността над Италийския полуостров, налагали и владението над Месина с нейния жизненоважен за дебаркирането на флот на италийския материк - месински проток. С тази си акция, Рим се намесил и във вековната гръко-пуническа свада за контрола над Сицилия, а оттук и на Средиземноморието.